# Tam giác Bermuda
Tam giác Bermuda, còn được biết đến Tam giác Quỷ, là một khu vực không cố định nằm ở hướng tây của phía Bắc Đại Tây Dương nơi mà một số khí cụ bay và tàu thuyền được cho là đã biến mất trong hoàn cảnh bí ẩn. Nhiều nguồn uy tín cho rằng không có sự bí ẩn ở đây.
Khu vực của tam giác Bermuda là một trong những tuyến đường tấp nập nhất trên thế giới, với tàu thuyền thường xuyên đi qua nó mới đến tới các cảng của châu Mỹ, châu Âu và các hòn đảo thuộc Biển Caribe. Các tàu du lịch và máy bay thường xuyên đi ngang qua khu vực này, và máy bay cá nhân cũng thường hay bay ngang qua khu vực này.
Văn hoá đại chúng cho rằng có một số sự biến mất là do bởi sức mạnh người ngoài hành tinh. Bằng chứng văn kiện chỉ ra đa số các sự kiện biến mất là không đúng sự thật, sự việc được báo cáo sai, hư cấu bởi các tác giả sau này.

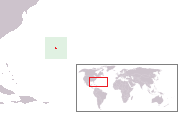
Vị trí địa lý của Bermuda

## Vị trí địa lý
Năm 1964, Vincent Gaddis viết trong báo pulp "Argosy" nói về biên giới của tam giác Bermuda, cho những điểm giao của nó là Miami; San Juan, Puerto Rico; và Bermuda. Sau đó nhiều tác giả đã không nhất thiết theo định nghĩa đó. Một số tác giả đưa ra biên giới và những điểm giao tam giác khác, với tổng số diện tích khoảng từ 1.300.000 đến 3.900.000 km2 (500.000 đến 1.510.000 dặm vuông Anh).  "Dĩ nhiên, một số tác giả đưa ra diện tích của tam giác Bermuda xa đến mức tới bờ biển Irish." Vì thế, sự quyết định việc tại nạn nào xảy ra bên trong tam giác phụ thuộc vào việc tác giả nào đã báo cáo về chúng.

#### Độ biến thiên

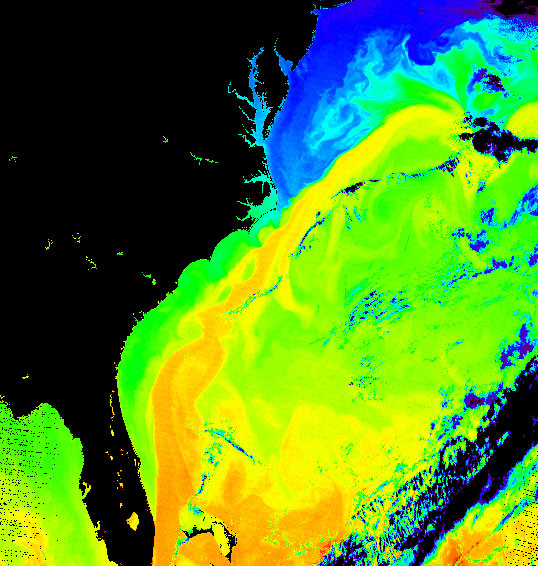
Hình ảnh màu giả của dòng Vịnh chảy về phía Bắc từ phía Tây của Đại Tây Dương. (NASA)

#### Methane hydrate

Phân bố trên toàn thế giới của trầm tích có chứa khí hydrate ngoài bờ biển đã được xác nhận hoặc suy luận vào năm 1996.
Nguồn: Cục Khảo sát Địa chất Hoa Kỳ